# Кукушкино (Новосибирская область)
Кукушкино — упразднённый посёлок в Коченёвском районе Новосибирской области России. Входил в состав Леснополянского сельсовета. Исключен из учётных данных в 2005 г.

## География
Располагался между поселками Антипинский и Ольшанский, на расстоянии около 5,5 км от обоих.

## История
Основан в 1900 г. В 1928 году посёлок Ново-Ивановский состоял из 79 хозяйств. В административном отношении входил в состав Антипинского сельсовета Коченёвского района Новосибирского округа Сибирского края.

## Население
В 1926 году в посёлке проживало 475 человек (244 мужчины и 231 женщина), основное население — белоруссы.
По данным переписи 2002 году в поселке отсутствовало постоянное население.